# Herman van Genderen

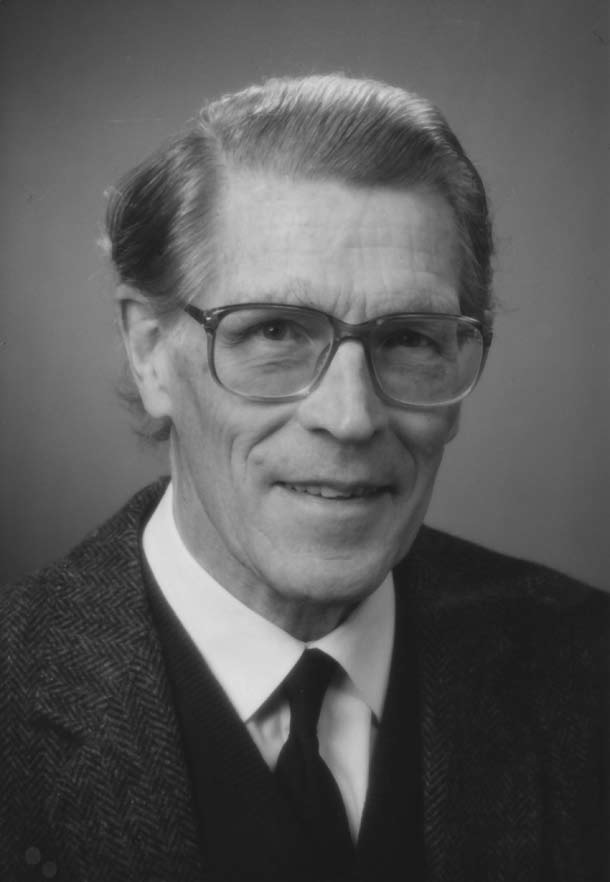

Herman van Genderen (Amsterdam, 16 oktober 1915 – Naarden, 16 september 2009) was een Nederlands bioloog en hoogleraar aan de Universiteit van Utrecht.

## Loopbaan

### Opleiding
Van Genderen toonde al jong belangstelling voor de natuur en richtte in 1931 met een aantal vrienden een afdeling van de Nederlandse Jeugdbond voor Natuurstudie op, onder meer tezamen met Victor Westhoff. Hij studeerde vervolgens biologie aan de Universiteit Utrecht en volgde afstudeervakken onder leiding van plantenfysioloog Victor Jacob Koningsberger, dierfysioloog Herman Jordan en microbioloog Albert Kluyver. Hij studeerde af in 1940. Hoogleraar plantensystematiek Joseph Lanjouw wees hem op een vacature bij het Rijksinstituut voor Volksgezondheid en Milieu, toen gevestigd in Utrecht. Van Genderen werd aangesteld als onderzoeker in de sector farmacologie en biologische toxicologie, waar het onderzoek voornamelijk gericht was op geneesmiddelen en voedingsbestanddelen. Hij ontwikkelde er testmethoden voor de detectie van bacteriële resistentie tegen antibiotica, waaronder testen op penicillineresistentie in klinische isolaten van tuberculose patiënten. Het geneesmiddelenonderzoek had verder betrekking op de standaardisatie van geneesmiddelen, waaronder digitalisproducten, hormonen en vitaminen met behulp van proefdieren en orgaan-preparaten. Van Genderen was daarnaast nauw betrokken bij de ontwikkeling van een standaardtest voor het aantonen van pyrogene contaminanten in injectievloeistoffen.

### Verdere loopbaan
Van Genderen verkreeg in 1949 een WHO-fellowship dat hem in staat stelde ervaring op te doen bij de Food and Drug Administration (FDA) in Washington, waar men toen een begin maakte met de ontwikkeling van toets- en evaluatiemethoden voor een goede beoordeling van de giftigheid van bestrijdingsmiddelen, voedseladditieven en contaminanten afkomstig uit de industrie. Tijdens zijn verblijf bracht Van Genderen enige tijd door in het Biochemistry Department van de Universiteit van St. Louis om meer kennis op te doen in het gebruik van radioactieve tracers bij het biotransformatieonderzoek. Hij bleef tot 1961 werkzaam bij het RIVM, in de laatste jaren als hoofd van het farmacologisch-toxicologisch laboratorium. In 1961 werd hij benoemd tot hoogleraar in de Veterinaire Farmacologie en Biologische Toxiciteit bij de Faculteit Diergeneeskunde van de Universiteit Utrecht en kreeg hij de leiding over het Instituut voor Veterinaire Farmacologie en Toxicologie, later ook een leeropdracht in de subfaculteit biologie.

### Jaren als hoogleraar
Van Genderen sprak zijn oratie de toxicologische gesteldheid van het milieu uit op 24 juni 1963. Om de kwestie of ook in Nederland sprake was van effect van pesticiden op het milieu te analyseren belegde hij een bijeenkomst (met als deelnemers  vertegenwoordigers van de belangrijkste onderzoeksinstellingen op milieugebied) waarin onder meer de grootschalige vogelsterfte in Nederland in 1960, waarschijnlijk veroorzaakt door zekere bestrijdingsmiddelen, besproken werd. Men besloot hier de krachten te bundelen tot een nationale onderzoeksinspanning.  TNO besloot de Commissie TNO voor Onderzoek inzake Nevenwerkingen van Bestrijdingsmiddelen in te stellen met Van Genderen als voorzitter. De resultaten speelden later een rol bij de uitwerking van wet- en regelgeving in het kader van de beleidsontwikkelingen binnen diverse ministeries. Kenmerkend voor Van Genderen als toxicoloog was zijn brede, multidisciplinaire aanpak. Onder zijn leiding kwamen op tal van deelgebieden in de toxicologie belangrijke ontwikkelingen tot stand. Onderwerpen van studie van Van Genderen waren onder meer  de rol van de biotransformatie bij de endogene metabole activering van stoffen, in-vitro-onderzoek met behulp van celkweeksystemen (doelstelling bijdragen aan de ontwikkeling van alternatieven voor dierproeven), de immunotoxicologie en onderzoek naar de inductie van leverporfyrie bij vogels onder invloed van bepaalde chloorkoolwaterstof-verbindingen, waaronder hexachloorbenzeen.
In 1967 nam Van Genderen het initiatief voor een postdoctorale opleiding farmacologie (onder meer samen met David de Wied en Bob van Noordwijk) om in de behoefte te voorzien aan professioneel opgeleide farmacologen. Hij deed toen onder meer onderzoek naar het fenomeen koorts (bij runderen lijdend aan melkziekte) en de pyrogene werking van endotoxinen bij herkauwers.
Van Genderen speelde een belangrijke rol bij de advisering van de overheid in vrijwel alle zaken waarin de toxicologie van belang is, waaronder de Gezondheids- en Voedingsraad, de Adviescommissie Warenwet, de Technische Commissie Bodembescherming, de Centrale Raad voor de Milieuhygiëne en talloze ad-hoccommissies in verband met affaires. Hij bleef zijn advieswerk doen, ook na zijn emeritaat. Hij publiceerde onder meer in vaktijdschriften als Chemisch Weekblad, het Nederlands Tijdschrift voor Geneeskunde en het Tijdschrift voor Diergeneeskunde. Daarnaast werkte hij mee aan een aantal boeken, waaronder Het verstoorde evenwicht (1970) en De chemisch-ecologische flora van Nederland en België (1998).

## Eerbewijzen
Van Genderen ontving in 1972 een eredoctoraat van de Leibniz-Universiteit van Hannover voor zijn verdiensten betreffende de toxicologische onderbouwing van normen ter bescherming van de consument tegen mogelijk schadelijke effecten van additieven en contaminanten. In 1977 werd hij verkozen tot lid van de Koninklijke Nederlandse Akademie van Wetenschappen en op 12 september 1980 verkreeg hij de penning van het prof. dr. H. Schornagelfonds. Een maand later werd hij benoemd tot erelid van de European Association for Veterinary and Toxicology. Van Genderen werd in 1981 benoemd tot ridder in de Orde van de Nederlandse Leeuw en ontving op 29 maart 1989 de FEDERA-prijs (Federatie van Medisch Wetenschappelijke Verenigingen in Nederland).

## Persoonlijk
Van Genderen was enig kind en zijn ouders overleden toen hij jong was. Hij was getrouwd met Hetty Prins, dochter van de vooraanstaande chemicus en wetenschapper Hendrik Jacobus Prins. Hij is grootvader van wetenschapsjournalist Diederik Jekel.
- International Standard Name Identifier: 0000 0000 3834 2824
- Library of Congress Control Number: n98082958
- Nederlandse Thesaurus van Auteursnamen: 152422323
- Virtual International Authority File: 41159674
- WorldCat: E39PBJmP3p8Grqw7Jpx9T3BMfq